# Sarah Goldberg
Sarah Goldberg (ur. 31 maja 1985 w Vancouver) – kanadyjska aktorka, nominowana do nagrody Emmy za rolę w serialu Barry i do Laurence Olivier Award za rolę w sztuce Clybourne Park.

## Życiorys
Goldberg urodziła się w kanadyjskim Vancouver, lecz studiowała w angielskiej London Academy of Music and Dramatic Art. Mimo sukcesów na scenie teatralnej, gdy ubiegała się w 2016 roku o rolę w serialu Barry, była stosunkowo mało znana. Rola Sally Reed okazała się przełomem w jej karierze i przyniosła jej nominację do Emmy. 

## Filmografia

### Filmy
| Rok  | Tytuł                                                        | Rola             | Uwagi       |
| ---- | ------------------------------------------------------------ | ---------------- | ----------- |
| 2008 | Banda amatorów (A Bunch of Amateurs)                         | 2nd Cinema Girl  |             |
| 2012 | Mroczny Rycerz powstaje (The Dark Knight Rises)              | Analyst #1       |             |
| 2012 | Gambit, czyli jak ograć króla (Gambit)                       | Executive Wilson |             |
| 2014 | Drifters                                                     | Clara Norris     | krótkometr. |
| 2016 | Lucia, Before and After                                      | Lucia Dziedek    | krótkometr. |
| 2017 | Crown Heights                                                | Shirley Robedee  |             |
| 2017 | Izzy zapieprza przez miasto (Izzy Gets the F*ck Across Town) | Whitney          |             |
| 2017 | Bikini Moon                                                  | Kate             |             |
| 2018 | Games for Girls                                              | Ess              | krótkometr. |
| 2018 | Projekt Koliber (The Hummingbird Project)                    | Mascha           |             |
| 2019 | Raport (The Report)                                          | April            |             |
| 2020 | Dom nocny (The Night House)                                  | Claire           |             |
| 2022 | Szpieg, którego nie było (Rogue Agent)                       | Jenny            |             |
| 2024 | We Strangers                                                 | Tracy Patel      |             |

### Seriale
| Rok       | Tytuł             | Rola             | Uwagi                         |
| --------- | ----------------- | ---------------- | ----------------------------- |
| 2010      | Any Human Heart   | Miss Katz        | 1 odc.                        |
| 2014      | Elementary        | Miss Truepenny   | 1 odc.                        |
| 2014      | The Black Box     | Florence Huggins | 1 odc.                        |
| 2015      | Hindsight         | Lolly Lavigne    | 10 odc.                       |
| 2018–2023 | Barry             | Sally Reed       | w głównej obsadzie            |
| 2023      | Sisters           | Sare             | gł. obsada; twórczyni serialu |
| 2024      | Branża (Industry) | Petra Koenig     | 8 odc.                        |